# تنوع الأنواع

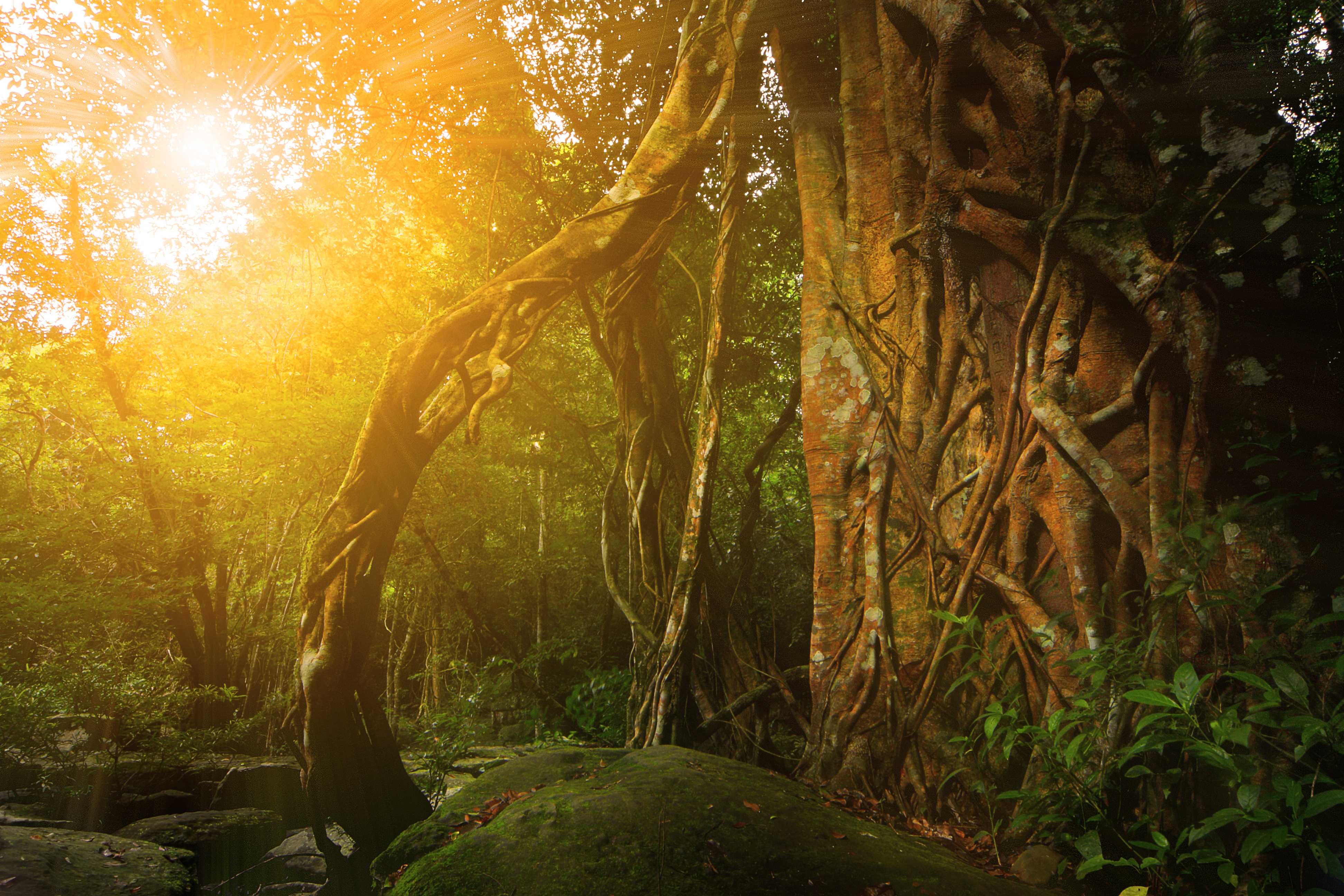

تنوع الأنواع هو عدد الأنواع المختلفة الممثلة في مجتمع معين. يشير العدد الفعال للأنواع إلى عدد الأنواع الوفيرة على قدم المساواة اللازمة للحصول على نفس متوسط وفرة الأنواع النسبية كما لوحظ في مجموعة البيانات ذات الأهمية (حيث قد لا تكون جميع الأنواع وفيرة على حد سواء). قد تتضمن معاني تنوع الأنواع ثراء الأنواع، وتنوع التصنيف أو التطور الجيني، وتساوي الأنواع. ثراء الأنواع هو عدد بسيط من الأنواع. التنوع التصنيفي أو الوراثي هو العلاقة الجينية بين مجموعات مختلفة من الأنواع. يحدد تكافؤ الأنواع مدى تساوي وفرة الأنواع.